# Стюарт, Джон, 1-й лорд Дарнли
Джон Стюарт (англ. John Stewart; 1531 — ноябрь 1563) — шотландский землевладелец, коммендатор (приор) Колдингема с 1541 года, 1-й лорд Дарнли с 1562 года.
Один из внебрачных детей короля Шотландии Якова V Стюарта. Его матерью была Элизабет Кармайкл (1514—1550). Единокровный брат королевы Шотландии Марии Стюарт. Его мать позже вышла замуж за Джона Сомервилля из Камбуснета.

## Карьера
В детстве Джон Стюарт получил поместья и доходы монастыря Колдингем, и его обычно называли приором или коммендатором Колдингема, или «лордом Джоном». Его отец, король Яков V Стюарт, написал кардиналу Родольфо Пио да Карпи в июле 1541 года, что Джон должен быть приором Колдингема вместо Адама Блэкэддера, который стал аббатом Дандреннана, и что его сын сможет предотвратить распространение протестантской доктрины из ближайшей границы с Англии. В своем письме Яков V объяснил, что опасность распространения «новых доктрин» велика из-за «общности языков», причем шотландский язык в некоторых отношениях похож на английский. В то время Джону Стюарту было около девяти лет, будучи взрослым, он иногда проживал в Колдингеме.
В августе 1548 года лорд Джон Стюарт и его единокровный брат лорд Роберт отплыли во Францию из замка Дамбартон вместе с Марией, королевой Шотландии. По словам английского наблюдателя, Генри Джонса, их старшие единокровные братья, лорд Джеймс, приор Сент-Эндрюса, и Джеймс Стюарт, коммендатор Келсо и Мелроуз, отказались ехать.

## Регентство Марии де Гиз
В 1550 году, после завершения войны, известной как «Грубое ухаживание», Джон Стюарт сопровождал свою мачеху Марию де Гиз во время её визита ко французскому двору. Джон Стюарт был в Париже в феврале 1551 года и написал Марии де Гиз. Его письмо касается собственности во Франции, аббатства Флавиньи-ан-Оксуа, подарка ему королем Генрихом II .
В апреле 1558 года он написал Марии де Гиз из Колдингема о споре между его арендаторами в Глазго, которым теперь угрожал судебный иск со стороны Роберта, лорда Семпилла, как шерифа Ренфрю. Стюарт хотел, чтобы Мария де Гиз, которая теперь была регентом Шотландии, выступила в пользу его арендаторов.
Во время кризиса Реформации английское правительство отправило флот военных кораблей в Шотландию, а затем, согласно Берикскому договору, армию для помощи протестантам при осаде Лита. В январе 1560 года Джон Стюарт заметил у Данбара английский флот под командованием Уильяма Винтера, плывущий к острову Мей, и послал лодку для расследования.

## Правление Марии Стюарт

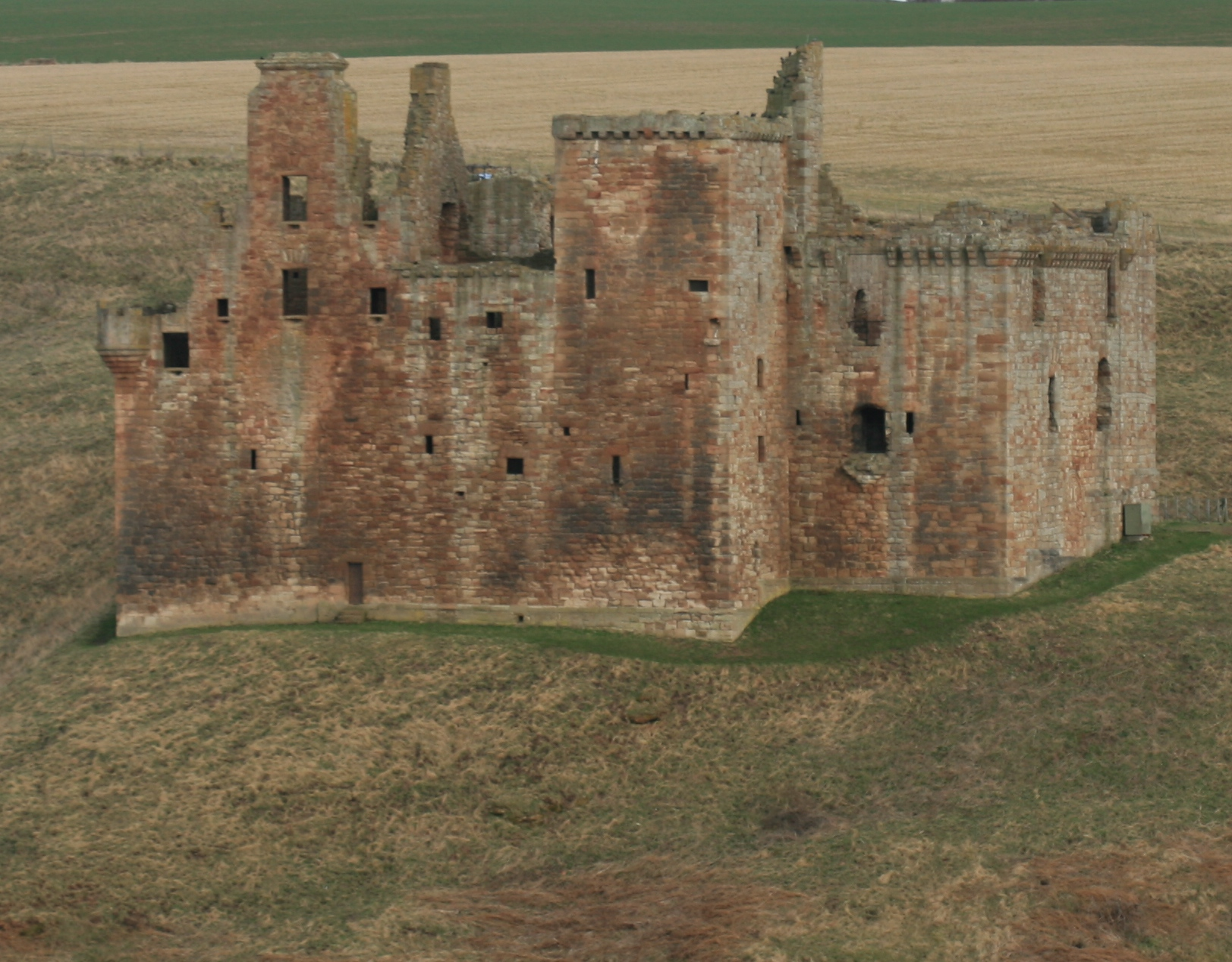
Свадьба Джона Стюарта состоялась в замке Крайтон

Мария, королева Шотландии, сделала своего единокровного брата Джона хранителем замка Данбар, когда она вернулась в Шотландию в августе 1561 года. Английский дипломат Томас Рэндольф писал, что лорд Джон был в пользу королевы в октябре 1561 года и женится на Джин Хепберн, сестре графа Ботвелла . До этого 24 июля 1556 года она была «привязана» к другому мужчине, Роберту Лаудеру, младшему из Басса, но брак так и не был заключен.
Лорд Джон, его единокровный брат лорд Роберт, маркиз Эльбеф и другие выступали на турнире в декабре 1561 года на песках Лита. Была «пробежка на ринге» с двумя командами из шести мужчин, одна команда была одета как женщины, другая — как экзотические иностранцы в странных маскарадных костюмах. На этом мероприятии присутствовали Мария Стюарт, Рэндольф, французский посол Поль де Фуа и господин де Море, посланник герцога Савойского. В Амбуазе был похожий турнир, в котором участвовали дядя Мэри Фрэнсис, великий приор, одетый как цыган с ребенком, и герцог Немурский как жена горожанина со связкой ключей, а в 1594 году на крещении принца Генри в замке Стерлинг было организовано еще одно мероприятие, связанное с переодеванием.

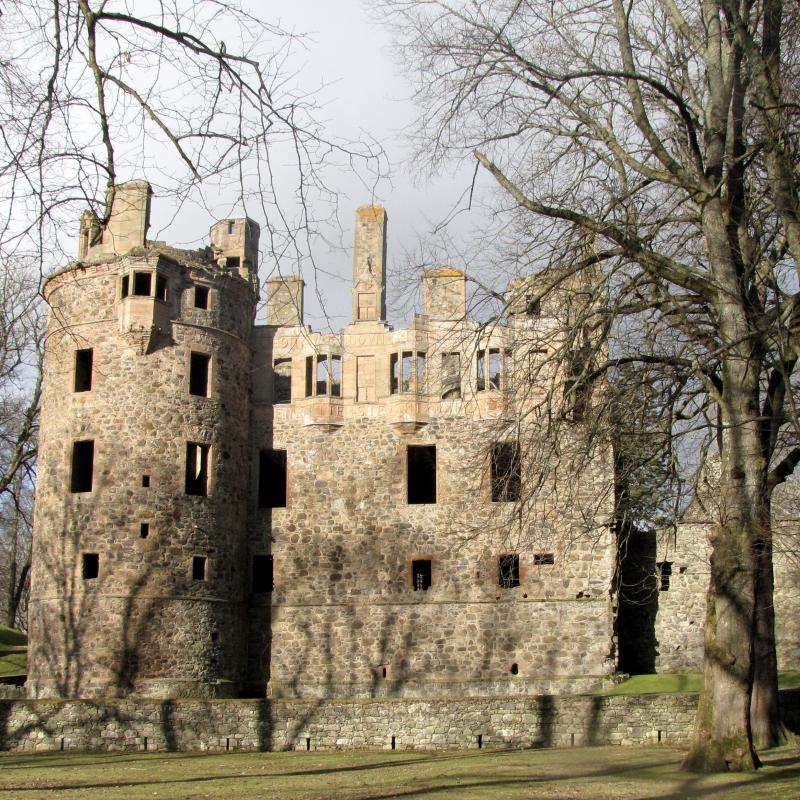
Попытки лорда Джона захватить графа Хантли в его собственном замке закончились неудачей

Лорд Роберт женился на Джин Кеннеди, сестре графа Кассилиса 13 декабря 1561 года. Вскоре после этого лорд Джон был вовлечен в волнение в Эдинбурге, которое началось как своего рода маскировка в городе. Он, граф Ботвелл и маркиз Эльбеф отправились в дом Катберта Рамзи, где проживала Элисон Крейк, дочь торговца и любовница графа Аррана, в масках . Когда их не впустили, они выломали двери. Были претензии к королеве, и она сделала выговор. Ботвелл и лорд Джон проигнорировали это, и на следующий день на рыночной площади между их последователями и Гамильтонами произошло столкновение.
Мария Стюарт послала Джона Стюарта арестовать Джорджа Гордона, графа Хантли в замке Хантли в октябре 1562 года. Но граф Хантли был заранее предупрежден и бежал из замка. Затем Элизабет Кейт, графиня Хантли, поприветствовала людей королевы, накормила их едой и показала им место.
Он принимал королеву Марию в замке Данбар 30 декабря 1562 года. В том же 1562 году Джоу Стюарту был пожалован титул 1-го лорда Дарнли.
Он умер в Инвернессе в ноябре 1563 года.
Джон Нокс рассказал историю своих последних слов. Кто-то сказал Марии, королеве Шотландии, что её единокровный брат Джон Стюарт на смертном одре требовал, чтобы она перешла в протестантизм. Мария без колебаний заявила, что эта версия речи приора Колдингема была ложью, придуманной казначеем Джоном Уишартом из Питэрроу и секретарем её брата, графа Морея, Джоном Вудом.

## Брак и дети
Он женился на Джин Хепберн (? — 1599), дочери Патрика Хепберна, 3-го графа Ботвелла, и Агнес Синклер. Свадьба праздновалась в замке Крайтон 3 января 1562 года. Присутствовали Мария, королева Шотландии и Джеймс Стюарт, граф Морей (единокровный брат Марии и Джона). Английский дипломат Томас Рэндольф, которого не пригласили, услышал, что там «много хороших состязаний и развлечений»'. Роберт Линдсей из Питскотти сказал, что развлечения длились четыре дня. у супругов было трое детей:
- Фрэнсис Стюарт (декабрь 1562 — ноябрь 1612), ставший 5-м графом Ботвелл (1587—1612)
- Кристин Стюарт, которую в марте 1568 года назначили раскачивать колыбель принца Джеймса. Регент Морей и Регент Мортон покупали ей одежду[20].
- Марджори или Маргарет Стюарт, которая также была в доме короля в Стерлинге до августа 1570 года[21]. Она вышла замуж (1) за Уильяма Синклера из Андерхоулла, Унст, (2) за Уильяма Брюса из Симбистера, родственника Лоуренса Брюса из Кульмалинди[22].

У Джона Стюарта также был сын Геракл Стюарт (? — 1595) от неизвестной женщины.